# メイソン郡 (ケンタッキー州)

ケンタッキー州内の位置

メイソン郡（Mason County）は、アメリカ合衆国ケンタッキー州にある郡。人口は16,800（2000年）。郡庁所在地はメイスヴィル（Maysville）である。名称はジョージ・メイソン4世にちなんで名付けられた。

## 地理
総面積は639 km² (247 mi² )。陸地面積は624 km² (241 mi²)で、水地面積は14 km² (5 mi²)で全体の2.23%である。

### 隣接する郡
- ブラウン郡 (オハイオ州) (オハイオ川を越えて北)
- アダムズ郡 (オハイオ州) (オハイオ川を越えて北東)
- ルイス郡 (ケンタッキー州) (東)
- フレミング郡 (ケンタッキー州) (南)
- ロバートソン郡 (ケンタッキー州) (南西)
- ブラッケン郡 (ケンタッキー州) (西)

## 人口統計
以下は2000年国勢調査における人口統計データである。
| 基礎データ - 人口: 16,800人 - 世帯数: 6,847世帯 - 家族数: 4,697家族 - 人口密度: 27/km² (70/mi²） - 住居数: 7,754軒 - 住居密度: 12/km² (32/mi²) 人種別人口構成 - 白人: 90.88% - アフリカン・アメリカン: 7.16% - ネイティブ・アメリカン: 0.15% - アジア人: 0.37% - 太平洋諸島系:0.02% - その他の人種: 0.57% - 混血(2人種間以上の): 0.85% - ヒスパニック・ラテン系: 0.95% 世帯と家族（対世帯数） - 全世帯数: 6,847 - 18歳未満の子供がいる: 31.30% - 結婚・同居している夫婦: 54.20% - 未婚・離婚・死別女性が世帯主: 11.10% - 非家族世帯: 31.40% - 単身世帯: 27.60% - 65歳以上の老人1人暮らし: 12.80% - 平均構成人数 - 世帯: 2.41人 - 家族: 2.92 | 年齢別人口構成 - 18歳未満: 24.10% - 18-24歳: 8.00% - 25-44歳: 28.50% - 45-64歳: 23.90% - 65歳以上: 15.50% - 年齢の中央値: 38歳 - 性比（女性100人あたり男性の人口） - 総人口: 93.70人 - 18歳以上: 89.50人 収入と家計 - 収入の中央値 - 世帯: $30,195米ドル - 家族: $37,257米ドル - 性別 - 男性: $30,718米ドル - 女性: $21,216米ドル - 人口1人あたり収入: $16,589米ドル - 貧困線以下 - 対家族: 12.90% - 対人口: 16.80% - 18歳未満: 23.60% - 65歳以上: 13.70% |